# Liste der Baudenkmäler in Tscherms
Die Liste der Baudenkmäler in Tscherms (italienisch Cermes) enthält die zwölf als Baudenkmäler ausgewiesenen Objekte auf dem Gebiet der Gemeinde Tscherms in Südtirol.
Basis ist das im Internet einsehbare offizielle Verzeichnis der Baudenkmäler in Südtirol. Dabei kann es sich beispielsweise um Sakralbauten, Wohnhäuser, Bauernhöfe und Adelsansitze handeln. Die Reihenfolge in dieser Liste orientiert sich an der Bezeichnung, alternativ ist sie auch nach der Adresse oder dem Datum der Unterschutzstellung sortierbar.

## Liste
| Foto |                 | Bezeichnung                                                  | Standort                                       | Eintragung                   | Beschreibung                                                                                | Metadaten                                                                                    |
| ---- | --------------- | ------------------------------------------------------------ | ---------------------------------------------- | ---------------------------- | ------------------------------------------------------------------------------------------- | -------------------------------------------------------------------------------------------- |
| ja   | Datei hochladen | Baslan mit Nebengebäude und Park ID: 17734                   | 46° 38′ 22″ N, 11° 8′ 33″ O                    | 12. Mai 1986 (BLR-LAB 2368)  | Ansitz Tarneller Nr. 2926                                                                   | KG: Tscherms Bauparzelle: 330, 76, 78, 642 Grundparzelle: 1198, 1199/2, 1279/2, 1279/3, 1280 |
| ja   | Datei hochladen | Felderer ID: 17727                                           | Baslingerstraße 10 46° 38′ 11″ N, 11° 8′ 45″ O | 9. Mai 1950 (MD)             | Ländliches Wohnhaus/Bauernhof Tarneller Nr. 2591                                            | KG: Tscherms Bauparzelle: 13                                                                 |
| ja   | Datei hochladen | Kränzl ID: 17732                                             | 46° 37′ 38″ N, 11° 8′ 50″ O                    | 9. Mai 1950 (MD)             | Ansitz Tarneller Nr. 2993                                                                   | KG: Tscherms Bauparzelle: 48/1, 48/2, 48/3, 48/4                                             |
| ja   | Datei hochladen | Lebenberg mit Kapelle ID: 17736                              | 46° 38′ 16″ N, 11° 8′ 10″ O                    | 9. Mai 1950 (MD)             | Burg/Schloss Tarneller Nr. 2930                                                             | KG: Tscherms Bauparzelle: 96, 97                                                             |
| ja   | Datei hochladen | Nont ID: 17729                                               | Lanaweg 3 46° 37′ 49″ N, 11° 8′ 42″ O          | 9. Mai 1950 (MD)             | Ländliches Wohnhaus/Bauernhof Tarneller Nr. 2973                                            | KG: Tscherms Bauparzelle: 39/1                                                               |
| ja   | Datei hochladen | Oberplattner ID: 17731                                       | Franz-Pöder-Weg 4 46° 37′ 43″ N, 11° 8′ 45″ O  | 9. Mai 1950 (MD)             | Ländliches Wohnhaus/Bauernhof Tarneller Nr. 2992                                            | KG: Tscherms Bauparzelle: 43/1, 43/2                                                         |
| ja   | Datei hochladen | Pfarrkirche St. Sebastian und Nikolaus in Tscherms ID: 17726 | 46° 37′ 57″ N, 11° 8′ 45″ O                    | 3. Aug. 1979 (BLR-LAB 4936)  | Turm aus dem 15. Jahrhundert, Kirche 1928/29 nach Plänen von Adalbert Wietek neu errichtet. | KG: Tscherms Bauparzelle: 1                                                                  |
| ja   | Datei hochladen | Pranter ID: 17735                                            | 46° 38′ 20″ N, 11° 8′ 30″ O                    | 3. Aug. 1979 (BLR-LAB 4936)  | Ländliches Wohnhaus/Bauernhof Tarneller Nr. 2942                                            | KG: Tscherms Bauparzelle: 77                                                                 |
| ja   | Datei hochladen | Schreiber ID: 17728                                          | Raffeinweg 8 46° 37′ 50″ N, 11° 8′ 35″ O       | 3. Aug. 1979 (BLR-LAB 4936)  | Ländliches Wohnhaus/Bauernhof Tarneller Nr. 2978                                            | KG: Tscherms Bauparzelle: 33/1                                                               |
| ja   | Datei hochladen | Seidl-Hof ID: 18180                                          | 46° 38′ 1″ N, 11° 8′ 43″ O                     | 18. März 1996 (BLR-LAB 1074) | Ländliches Wohnhaus/Bauernhof Tarneller Nr. 2958                                            | KG: Tscherms Bauparzelle: 16/1, 16/2                                                         |
| ja   | Datei hochladen | St. Anna in Basling ID: 17733                                | 46° 38′ 11″ N, 11° 8′ 31″ O                    | 9. Mai 1950 (MD)             | Kirche                                                                                      | KG: Tscherms Bauparzelle: 72                                                                 |
| ja   | Datei hochladen | Unterplattner ID: 17730                                      | Lanaweg 7 46° 37′ 44″ N, 11° 8′ 46″ O          | 3. Aug. 1979 (BLR-LAB 4936)  | Ländliches Wohnhaus/Bauernhof Tarneller Nr. 2992                                            | KG: Tscherms Bauparzelle: 42/1                                                               |

Falls bei einem Baudenkmal keine Koordinaten bekannt sind, werden ersatzweise die Katasterdaten zum Zeitpunkt der Unterschutzstellung angegeben. Diese sind weder offiziell noch zwingend aktuell.
Die vom Landesdenkmalamt übernommenen Adressen können veraltet sein.
| Foto:   | Fotografie des Denkmals. Klicken des Fotos erzeugt eine vergrößerte Ansicht. Daneben finden sich zwei Symbole: |
| ID      | Identifikator beim Südtiroler Landesdenkmalamt                                                                 |
| KG      | Katastralgemeinde                                                                                              |
| MD      | Ministerialdekret                                                                                              |
| BLR-LAB | Beschluss der Landesregierung – Landesausschussbeschluss                                                       |